# Mario Bofill
Mario Rafael Bofill (Loreto, Corrientes, 1948) es un cantautor argentino dedicado al chamamé y la música litoraleña, de gran popularidad en el noreste argentino. También es político, electo Senador de la Provincia de Corrientes, con mandato desde al año 2013 hasta 2019.

## Premios y Reconocimientos
Ha compuesto más de 200 canciones que han sido interpretadas por los principales cantantes folklóricos del país, entre las que se encuentran Cantalicio vendió su acordeón, Requecho, Conjunto Pena y Olvido, Estudiante del interior, Viva la Pepa, Oh che gente cuera, etc. 
Sus canciones se caracterizan por reflejar la vida, personajes y costumbres de los pequeños pueblos del interior y de la gente humilde, acompañadas por lo general de un relato, muchas veces atravesadas por el humor, sobre las circunstancias que llevaron a su creación. Por esta forma de ser, el crítico Carlos Bevilacqua lo ha definido como "cantor-cuentista", y lo ha descripto del siguiente modo:

Bofill constituye un fenómeno de popularidad. De hecho, su nombre era coreado por la multitud una hora antes de su actuación. Durante décadas habitué de humildes escenarios del interior, recién en los últimos años logró imponer masivamente su estilo de carismático juglar en toda la región del NEA. El hombre no sólo conmueve con poderosas versiones de clásicos del chamamé, sino que prologa las canciones con un relato costumbrista relacionado con la letra. De pronto, como un Landriscina visceral y caprichoso, es capaz de interrumpir lo que viene cantando para volver a hablar o empezar con otra pieza.

Entre las menciones y premios logrados podemos citar:
1968: Medalla de Oro Festival de Mendoza. Primer premio Festival de Folklore Santo Tomé. Primer premio Lira de Plata SADAIC.
1969: Primer premio Festival de Santo Tomé. Primer premio Festival de Salesianos en la Ciudad de Buenos Aires.
1972: Primer premio Festival de Arequito Santa Fe, rubro conjunto. En el Certamen de Canción Nueva Correntina estuvo dentro de los primeros temas con: “Glorias de Nuestro Pasado” (letra Marilí Morales Segovia - música Bofill), “Un Pago llamado Taragüí”, entre otros.
1977: Primer premio Canción inédita Certamen Canción Nueva con “Una Fiesta Patria en mi Pueblo”.
1985: Primer premio en Canción Inédita en Santo Tomé, con “Chamamé para don Feliciano” (letra "Cacho" Gonzalez Vedoya – música Bofill).
1986: Primer premio Canción Inédita en Santo Tomé con “Oh, Che Gente Cuera”.
1987: Primer premio Canción Inédita en Santo Tomé con “Jacinto Remonta el río” (letra "Cacho" González Vedoya - música Bofill).
1989: Fue declarado Ciudadano Ilustre de su pueblo natal (Ord. Mpal de fecha 03/12/89). Primer premio canción inédita Fiesta Nacional del Chamamé (Corrientes). Jurado voto popular con “Cantalicio Vendió su Acordeón”.
1991: Conducción del programa televisivo "Naturalmente" por Canal 13 (Corrientes).
1992: Galardonado con "La Taragüí" por su actividad artística-cultural.
1994: Invitado por la Federación Española de Municipios y Provincias, asistió a cursos de planificación y estudios de administración del área de cultura.
1996: Declarado Ciudadano Ilustre de su pueblo natal (Ord. Mpal N.º 11/96).
1997: Galardonado con "La Taraguí" por su actividad artística-cultural.
1999: El municipio de la ciudad de Corrientes. Erige un monumento en la Avenida de los Artistas en reconocimiento de su trayectoria.(junto a otros artistas).
2000: Imposición del nombre Mario Bofill de una calles de la localidad de Itá Ibaté – Corrientes.
2001: Imposición del nombre Mario Bofill a una de las calles de su pueblo natal (Res. N.º 74/01).
2002: Declarada de Interés Provincial en la Provincia de Misiones la Obra Musical y Artìstica por la Cámara de Representantes de la Pcia. De Misiones. (C.R./D.283-2001/2)
Por la prensa Nacional considerado como Consagración del Festival de Cosquín.
Distinguido con “La Taragûi”, por su trayectoria en la Historia Chamamecera.
Como funcionario público se ha desempeñado como Director del
Teatro Oficial "Juan de Vera" desde el año 1973 al 78; y como Director de Cultura de la Municipalidad de Corrientes, los años: 1991 y 92.
Su material discográfico es el siguiente: un doble (Discan Producciones), un LD de producción correntina en 1971, un doble (Emi Odeón) con Pocho Roch, LD Canción Nueva (Emi Odeón) 1975/76, un casete (Fonea),"Así Nomás" (Almalí Producciones) 1980, edición Oh, Che Gente Cuera (Fonea) 1983, C.D. Argentina Charanda y Chamamé (Sudnord Ed. Mus.) Italia 1991,"Romántico y Arisco" (Neo Arte Producciones) 1992, C.D. Encuentros Litoraleños (recopilación Emi Odeón) 1993, C.D. "Para Sentir a Corrientes"(Abraham Helú Producciones) 1996, C.D."Pasaje al Interior" (Abraham Helú Prod.) 1997, C.D."El Silencio del Estero"(Abraham Helú Prod.) 1999, "Volver a Vivir" (Abraham Helú Prod.) 2000, “Desde el fondo del baúl” (Abraham Helú Prod.) 2001.
En el año 2001/2 el diario “El Territorio” de la Provincia de Misiones lanza un suplemento con C.D de cuatro volúmenes coleccionables. 2004 C.D. “Duendes Puebleros” G.L.D Producciones S.A. 2005 C.D. “Humedal” G.L.D. S.A "Esteros" G.L.D Producciones S.A. 2008
Mario Bofill, cuenta con numerosos temas de su autoría, (más de 200). Algunos de ellos interpretados y grabados por artistas de renombre nacional como por ejemplo: Ramona Galarza, Teresa Parodi, Roberto Galarza, Antonio Tarragó Ros, Los Alonsitos, Rosendo y Ofelia, Los de Imaguaré, Trío Corrientes, Amandayé, María Elena Sosa, María Ofelia, y numerosos conjuntos brasileros y paraguayos.
Como así también ha compuesto temas con artistas de la talla de: Marilí Morales Segovia, Cacho González Vedoya, Roberto Galarza, Tito Gómez, Paí Julián Zini y otros.
Ha realizado trabajos documentales en video para España, la BBC de Londres, para Japón y otros.
Difundiendo la cultura regional permanentemente participa de charlas informativas y formativas en distintas instituciones educativas. La temática abordada son: vivencias, paisajes, personajes y costumbres del interior, por lo que su público abarca desde niños, jóvenes, adultos y ancianos.

En su constante peregrinar por festivales y actuaciones en general, es dable destacar sus presentaciones en coliseos como en el 2002 en el teatro Astral de la Capital Federal, y recientemente en el teatro N.D.Ateneo a sala llena, donde pide ser acompañado por otros artistas de nuestra región, para que exista mayor información sobre nuestra cultura.
2004 - Presentación en el festival Mayor del Folklore en Cosquín Córdoba
- Agradecimiento por su participación en el Festival de la Chaya en la Provincia de la Rioja
- Declarado de “interés Municipal y Visitante Ilustre” en la localidad de Candelaria Misiones. (Res. N.º 018/04).
2005 - “Declarado de Interés Municipal y huésped de Honor” en la Localidad de San Ignacio Misiones.
- Premio “Las Taragui” de Bronce.
- Presentación del espectáculo “Simplemente Chamamé“ en el teatro Luna Park en Buenos Aires, en compañía de Ramona Galarza, Los Alonsitos y los de Imaguaré.
- Integró Foro Chamamecero, realizado por la subsecretaria de Cultura de Corrientes (La Renovación del Chamamé).
2007 - “Mensú de oro” XXXVIII Festival Nacional de la Música del Litoral, Posadas Misiones.
- Mención Especial XVII Fiesta Nacional del Chamamé, III Fiesta del Chamamé del MERCOSUR.
- Mención Especial por su “Trayectoria en con la Cultura Chamamecera”, en el 4º Certamen Provincial del Chamamé, en la Localidad de Fontana Chaco.
- Fue declarado Ciudadano Ilustre en La ciudad de Corrientes Capital.
- 2013 electo Senador Provincial.
- 2018 declaración de su obra musical como "patrimonio cultural intangible" de la Localidad de Loreto.

## Discografía
- Así nomás (casete), Almalí Producciones (1980)
- Oh, Che gente cuera, Fonea (1983)
- Argentina, charanda y chamamé, Sudnord (1991)
- Romántico y arisco, Neo Arte Producciones (1992)
- Encuentros litoraleños, recopilación Emi Odeón (1993)
- Para sentir a Corrientes, Abraham Helú Producciones (1996)
- Pasaje al interior, Abraham Helú Producciones (1997)
- El silencio del estero, Abraham Helú Producciones (1999)
- Volver a vivir, Abraham Helú Producciones (2000)
- Desde el fondo del baúl, Abraham Helú Producciones (2001)
- Reflejando lo nuestro, 4 volúmenes, Diario El Territorio (2001/2002)
- Maravilloso amor, Producción ABRAHAN HELU (2004)
- Duendes puebleros, GLD Producciones (2004)
- Humedal, GLD Producciones (2005)